# San Luis, Solosuchiapa
San Luis är en ort i Mexiko.   Den ligger i kommunen Solosuchiapa och delstaten Chiapas, i den sydöstra delen av landet, 700 km öster om huvudstaden Mexico City. San Luis ligger 530 meter över havet och antalet invånare är 269.
Terrängen runt San Luis är kuperad åt nordost, men åt sydväst är den bergig. Terrängen runt San Luis sluttar norrut. Runt San Luis är det ganska tätbefolkat, med 70 invånare per kvadratkilometer. Närmaste större samhälle är Teapa, 17,7 km norr om San Luis. I omgivningarna runt San Luis växer i huvudsak städsegrön lövskog.